# Campionatul republican de handbal feminin categoria A 1989-1990
Campionatul republican de handbal feminin categoria A 1989-1990, denumit în presa vremii Divizia A de handbal feminin, a fost a 32-a ediție a primului eșalon valoric al campionatului național de handbal feminin românesc. Competiția a fost organizată de Federația Română de Handbal (FRH).
Ediția 1989-1990, la care au participat 12 echipe, a fost câștigată de Chimistul Râmnicu Vâlcea, echipă antrenată de Gigi lonescu și Petre Berbecaru. A fost al doilea titlu de acest fel câștigat de echipa vâlceană.
La încheierea competiției, Relonul Săvinești și Constructorul Timișoara, echipe clasate pe locurile 11–12, au retrogradat.

## Echipe participante
În afara echipelor care s-au clasat pe primele 10 poziții la sfârșitul ediției 1988-1989 și care și-au păstrat astfel locul în Divizia A, la turneu au luat parte și echipele câștigătoare ale celor două serii din Divizia B: 
1. CFR Craiova
2. Relonul Săvinești

Astfel, echipele care au participat în sezonul competițional 1989-1990 al campionatului republican de categoria A au fost:
| - CS Știința Bacău - Rulmentul Brașov - Mecanică Fină București - CS Rapid București - Hidrotehnica Constanța - CFR Craiova | - TEROM Iași - Chimistul Râmnicu Vâlcea - CS Mureșul Târgu Mureș - Relonul Săvinești - Constructorul Timișoara - Textila Zalău |

## Clasament
O notă publicată în ziarul Graiul Sălajului, în numărul din 29 mai 1990, menționa că: „întrucît echipa Constructorul Timișoara nu a realizat baremul de 50% din punctaj, fiecărei echipe i se va scădea golaverajul realizat cu echipa timișoreană”. Clasamentul publicat în Calendarul competițiilor sportive 1990–1991, o lucrare anuală pentru uz intern a Federației Române de Handbal, nu confirmă că acest lucru s-ar fi întâmplat.
|  | Echipe retrogradate în Divizia B |

Valabil pe 27 mai 1990;
| Poz. | Echipa                   | J  | V  | E | Î  | GM  | GP  | G     | P  |
| ---- | ------------------------ | -- | -- | - | -- | --- | --- | ----- | -- |
| 1    | Chimistul Râmnicu Vâlcea | 22 | 19 | 0 | 3  | 703 | 572 | + 131 | 60 |
| 2    | CS Știința Bacău         | 22 | 15 | 3 | 4  | 647 | 541 | + 106 | 55 |
| 3    | Textila Zalău            | 22 | 14 | 1 | 7  | 597 | 532 | + 65  | 51 |
| 4    | Hidrotehnica Constanța   | 22 | 12 | 1 | 9  | 462 | 456 | + 6   | 47 |
| 5    | TEROM Iași               | 22 | 10 | 3 | 9  | 611 | 569 | + 42  | 45 |
| 6    | Rulmentul Brașov         | 22 | 10 | 1 | 11 | 509 | 520 | – 11  | 43 |
| 7    | CS Rapid București       | 22 | 10 | 1 | 11 | 503 | 528 | – 25  | 43 |
| 8    | Mecanică Fină București  | 22 | 8  | 2 | 12 | 550 | 593 | – 43  | 40 |
| 9    | CFR Craiova              | 22 | 8  | 1 | 13 | 538 | 576 | – 38  | 39 |
| 10   | CS Mureșul Târgu Mureș   | 22 | 8  | 1 | 13 | 524 | 576 | – 52  | 39 |
| ▼12  | Relonul Săvinești        | 22 | 7  | 2 | 13 | 478 | 526 | – 48  | 38 |
| ▼12  | Constructorul Timișoara  | 22 | 2  | 2 | 18 | 477 | 610 | – 133 | 27 |

## Arbitri
Partidele au fost arbitrate de următoarele cupluri de arbitri:
| Arbitri                            | Oraș      |
| ---------------------------------- | --------- |
| Pavel Sîrbu Ervin Fluieraș         | Arad      |
| Rudolf Pruster Ionel Muscan        | Arad      |
| Grigore Bolocan Reimond Mahler     | Brașov    |
| Alexandru Vîrtopeanu Mihai Băncilă | București |
| Ion Șerbu Viorel Dobre             | București |
| Teodor Curelea I. Păunescu         | București |
| M. Marin Ștefan Șerban             | București |
| E. Niță M. Dumitrescu              | București |
| Viorel Ciucan Niculae Stoian       | București |
| Traian Popescu Aurel Dumitrescu    | București |

| Arbitri                            | Oraș                |
| ---------------------------------- | ------------------- |
| Gheorghe Ilie Vlad Ionescu         | București Constanța |
| Hristu Marzavan Gheorghe Mihalașcu | București Buzău     |
| Traian Ene Nicolae Iancu           | Buzău               |
| Romeo Iamandi Gheorghe Șandor      | Buzău Oradea        |
| H. Boschner I. Nicolae             | Brașov Ploiești     |
| V. Dan I. Maris                    | Cluj                |
| C. Cristea Gheorghe Dumitrescu     | Constanța           |
| V. Codreanu F. Cinati              | Constanța           |
| Vl. Cojocaru V. Ghencea            | Craiova             |
| Alexandru Isop M. Tănăsescu        | Pitești             |

| Arbitri                        | Oraș              |
| ------------------------------ | ----------------- |
| Alexandru Isop D. Gherghișan   | Pitești Iași      |
| M. Tănăsescu Stelian Marghescu | Pitești București |
| Dorin Purică Vasile Erhan      | Ploiești          |
| Lucian Condruț Octavian Marin  | Ploiești          |
| A. Simion Virgil Ivanciu       | Ploiești          |
| Toma Pleșa Victor Sighicea     | Râmnicu Vâlcea    |
| A. Mitre I. Băloi              | Reșița            |
| Al. Mărieș Gheorghe Istrăuan   | Satu Mare         |
| Al. Csoma V. Ferenc            | Sfântu Gheorghe   |

## Rezultate în tur

### Etapa I
| 2 august 1989 17:00 | CFR Craiova | 25 – 19 | CS Mureșul Târgu Mureș | Sala Sporturilor, Craiova Asistență: 2000 Arbitri: Vîrtopean, Băncilă |
| 2 august 1989 17:00 | Cîțu 8      | (14–10) | Mátéfi 8               | Sala Sporturilor, Craiova Asistență: 2000 Arbitri: Vîrtopean, Băncilă |
| 2 august 1989 17:00 | Cronica     |         |                        | Sala Sporturilor, Craiova Asistență: 2000 Arbitri: Vîrtopean, Băncilă |

| 6 august 1989 | Hidrotehnica Constanța | 24 – 21 | TEROM Iași | Sala Sporturilor, Constanța Arbitri: Șerbu, Dobre |
| 6 august 1989 | Cazacu 10              | (14–9)  | Duca 8     | Sala Sporturilor, Constanța Arbitri: Șerbu, Dobre |
| 6 august 1989 | Cronica                |         |            | Sala Sporturilor, Constanța Arbitri: Șerbu, Dobre |

| 6 august 1989 | Mecanică Fină București | 27 – 23 | CS Rapid București  | Sala Floreasca, București Arbitri: Curelea, Păunescu |
| 6 august 1989 | Lefter 9                | (15–14) | Grigore-Cantoneru 6 | Sala Floreasca, București Arbitri: Curelea, Păunescu |
| 6 august 1989 | Cronica                 |         |                     | Sala Floreasca, București Arbitri: Curelea, Păunescu |

| 6 august 1989 | Relonul Săvinești | 29 – 36 | Chimistul Râmnicu Vâlcea | Sala Polivalentă, Piatra Neamț Arbitri: Ene, Iancu |
| 6 august 1989 | Huțupan 11        | (17–17) | Lazăr 10                 | Sala Polivalentă, Piatra Neamț Arbitri: Ene, Iancu |
| 6 august 1989 | Cronica           |         |                          | Sala Polivalentă, Piatra Neamț Arbitri: Ene, Iancu |

| 6 august 1989 | Rulmentul Brașov | 23 – 25 | Textila Zalău | Sala Sporturilor, Brașov Arbitri: Mihalașcu, Marzavan |
| 6 august 1989 | Demeter 7        | (15–11) | Bălănean 9    | Sala Sporturilor, Brașov Arbitri: Mihalașcu, Marzavan |
| 6 august 1989 | Cronica          |         |               | Sala Sporturilor, Brașov Arbitri: Mihalașcu, Marzavan |

| 6 august 1989 | Constructorul Timișoara | 24 – 29 | CS Știința Bacău | Sala „Olimpia”, Timișoara Arbitri: Sîrbu, Fluieraș |
| 6 august 1989 | Ștefanovici 9           | (13–14) | Drăgănescu 8     | Sala „Olimpia”, Timișoara Arbitri: Sîrbu, Fluieraș |
| 6 august 1989 | Cronica                 |         |                  | Sala „Olimpia”, Timișoara Arbitri: Sîrbu, Fluieraș |

### Etapa a II-a
| 9 august 1989 17:00 | Textila Zalău | 36 – 19 | Mecanică Fină București | Sala Sporturilor, Zalău Arbitri: Pruszter, Muscan |
| 9 august 1989 17:00 | Bălănean 9    | (19–9)  | Lefter 5                | Sala Sporturilor, Zalău Arbitri: Pruszter, Muscan |
| 9 august 1989 17:00 | Cronica       |         |                         | Sala Sporturilor, Zalău Arbitri: Pruszter, Muscan |

| 10 august 1989 | CS Știința Bacău | 25 – 24 | Hidrotehnica Constanța | Sala Sporturilor, Bacău Arbitri: Iamandi, Șandor |
| 10 august 1989 | Drăgănescu 11    | (16–13) | Tudoran 6              | Sala Sporturilor, Bacău Arbitri: Iamandi, Șandor |
| 10 august 1989 | Cronica          |         |                        | Sala Sporturilor, Bacău Arbitri: Iamandi, Șandor |

| 10 august 1989 | TEROM Iași | 21 – 20 | Rulmentul Brașov | Sala Polivalentă, Iași Arbitri: Niță, Dumitrescu |
| 10 august 1989 | Duca 10    | (10–11) | Mureșan 7        | Sala Polivalentă, Iași Arbitri: Niță, Dumitrescu |
| 10 august 1989 | Cronica    |         |                  | Sala Polivalentă, Iași Arbitri: Niță, Dumitrescu |

| 10 august 1989 18:00 | CS Rapid București | 22 – 20 | CFR Craiova            | Sala „Rapid”, București Arbitri: Isop, Tănăsescu |
| 10 august 1989 18:00 | Stanciu 11         | (12–8)  | Cîțu, Ionișcu, Sandu 4 | Sala „Rapid”, București Arbitri: Isop, Tănăsescu |
| 10 august 1989 18:00 | Cronica            |         |                        | Sala „Rapid”, București Arbitri: Isop, Tănăsescu |

| 10 august 1989 | CS Mureșul Târgu Mureș | 29 – 17 | Relonul Săvinești | Sala Sporturilor, Târgu Mureș Arbitri: Csoma, Ferenc |
| 10 august 1989 | Mózsi 12               | (15–7)  | Huțupan 5         | Sala Sporturilor, Târgu Mureș Arbitri: Csoma, Ferenc |
| 10 august 1989 | Cronica                |         |                   | Sala Sporturilor, Târgu Mureș Arbitri: Csoma, Ferenc |

| 10 august 1989 | Chimistul Râmnicu Vâlcea | 40 – 24 | Constructorul Timișoara | Sala Sporturilor „Traian”, Râmnicu Vâlcea Arbitri: Ilie, Ionescu |
| 10 august 1989 | Lazăr 10                 | (19–13) | Tașcă-Cojocărița 7      | Sala Sporturilor „Traian”, Râmnicu Vâlcea Arbitri: Ilie, Ionescu |
| 10 august 1989 | Cronica                  |         |                         | Sala Sporturilor „Traian”, Râmnicu Vâlcea Arbitri: Ilie, Ionescu |

### Etapa a III-a
| 13 august 1989 | Mecanică Fină București | 25 – 24 | TEROM Iași    | Sala Floreasca, București Arbitri: Cristea, Dumitrescu |
| 13 august 1989 | Lefter 8                | (11–11) | Cozma, Duca 7 | Sala Floreasca, București Arbitri: Cristea, Dumitrescu |
| 13 august 1989 |                         | Cronica | 4× 1×         | Sala Floreasca, București Arbitri: Cristea, Dumitrescu |

| 13 august 1989 | Rulmentul Brașov           | 23 – 19 | CS Știința Bacău              | Sala Sporturilor, Brașov Arbitri: Marin, Șerban |
| 13 august 1989 | Demeter, Marian, Mureșan 4 | (9–9)   | Antoneanu, Drăgănescu, Luca 5 | Sala Sporturilor, Brașov Arbitri: Marin, Șerban |
| 13 august 1989 | Cronica                    |         |                               | Sala Sporturilor, Brașov Arbitri: Marin, Șerban |

| 13 august 1989 | Hidrotehnica Constanța | 25 – 24 | Chimistul Râmnicu Vâlcea | Sala Sporturilor, Constanța Asistență: 600 Arbitri: Mateescu, Dăncescu |
| 13 august 1989 | Iovănescu 7            | (12–13) | Matei 6                  | Sala Sporturilor, Constanța Asistență: 600 Arbitri: Mateescu, Dăncescu |
| 13 august 1989 | Cronica                |         |                          | Sala Sporturilor, Constanța Asistență: 600 Arbitri: Mateescu, Dăncescu |

| 13 august 1989 | Textila Zalău | 27 – 18 | CS Rapid București | Sala Sporturilor, Zalău Arbitri: Dan, Mariș |
| 13 august 1989 | Bălănean 11   | (15–7)  | Doiciu 5           | Sala Sporturilor, Zalău Arbitri: Dan, Mariș |
| 13 august 1989 | Cronica       |         |                    | Sala Sporturilor, Zalău Arbitri: Dan, Mariș |

| 13 august 1989 | Constructorul Timișoara | 22 – 19 | CS Mureșul Târgu Mureș | Sala „Olimpia”, Timișoara Arbitri: Cojocaru, Ghencea |
| 13 august 1989 | Pălici 8                | (13–9)  | Mózsi, Stroia 4        | Sala „Olimpia”, Timișoara Arbitri: Cojocaru, Ghencea |
| 13 august 1989 | Cronica                 |         |                        | Sala „Olimpia”, Timișoara Arbitri: Cojocaru, Ghencea |

| 13 august 1989 | Relonul Săvinești | 22 – 24 | CFR Craiova | Sala Polivalentă, Piatra Neamț Arbitri: Popescu, Dumitrescu |
| 13 august 1989 | Huțupan 7         | (13–13) | Cîțu 8      | Sala Polivalentă, Piatra Neamț Arbitri: Popescu, Dumitrescu |
| 13 august 1989 | Cronica           |         |             | Sala Polivalentă, Piatra Neamț Arbitri: Popescu, Dumitrescu |

### Etapa a IV-a
| 15 august 1989 18:00 | Chimistul Râmnicu Vâlcea | 34 – 22 | Rulmentul Brașov | Sala Sporturilor „Traian”, Râmnicu Vâlcea Arbitri: Popescu, Dumitrescu |
| 15 august 1989 18:00 | Lazăr, Tîrcă 8           | (15–13) | Mureșan 7        | Sala Sporturilor „Traian”, Râmnicu Vâlcea Arbitri: Popescu, Dumitrescu |
| 15 august 1989 18:00 | Cronica                  |         |                  | Sala Sporturilor „Traian”, Râmnicu Vâlcea Arbitri: Popescu, Dumitrescu |

| 16 august 1989 | CS Mureșul Târgu Mureș | 20 – 21 | Hidrotehnica Constanța | Sala Sporturilor, Târgu Mureș Arbitri: Mihalașcu, Marzavan |
| 16 august 1989 | Mátéfi 7               | (13–11) | Tudoran 8              | Sala Sporturilor, Târgu Mureș Arbitri: Mihalașcu, Marzavan |
| 16 august 1989 | Cronica                |         |                        | Sala Sporturilor, Târgu Mureș Arbitri: Mihalașcu, Marzavan |

| 16 august 1989 | TEROM Iași | 28 – 25 | Textila Zalău | Sala Polivalentă, Iași Arbitri: Iancu, Ene |
| 16 august 1989 | Duca 13    | (13–9)  | Bălănean 12   | Sala Polivalentă, Iași Arbitri: Iancu, Ene |
| 16 august 1989 | Cronica    |         |               | Sala Polivalentă, Iași Arbitri: Iancu, Ene |

| 16 august 1989 | CS Rapid București | 23 – 19 | Relonul Săvinești | Sala „Rapid”, București Arbitri: Codreanu, Cinati |
| 16 august 1989 | Ivan 5             | (12–13) | Tarsichi 8        | Sala „Rapid”, București Arbitri: Codreanu, Cinati |
| 16 august 1989 | Cronica            |         |                   | Sala „Rapid”, București Arbitri: Codreanu, Cinati |

| 16 august 1989 | CS Știința Bacău | 33 – 27 | Mecanică Fină București | Sala Sporturilor, Bacău Arbitri: Condruț, Marin |
| 16 august 1989 | Luca 11          | (16–13) | Lefter 10               | Sala Sporturilor, Bacău Arbitri: Condruț, Marin |
| 16 august 1989 | Cronica          |         |                         | Sala Sporturilor, Bacău Arbitri: Condruț, Marin |

| 16 august 1989 | CFR Craiova | 29 – 24 | Constructorul Timișoara | Sala Sporturilor, Craiova Asistență: 2000 Arbitri: Dobre, Șerban |
| 16 august 1989 | Cîțu 10     | (12–12) | Cojocărița 7            | Sala Sporturilor, Craiova Asistență: 2000 Arbitri: Dobre, Șerban |
| 16 august 1989 | Cronica     |         |                         | Sala Sporturilor, Craiova Asistență: 2000 Arbitri: Dobre, Șerban |

### Etapa a V-a
| 31 august 1989 18:00 | Mecanică Fină București | 33 – 44 | Chimistul Râmnicu Vâlcea | Sala Floreasca, București Arbitri: Codreanu, Cinati |
| 31 august 1989 18:00 | Berbece 13              | (15–24) | Lazăr, Tîrcă 11          | Sala Floreasca, București Arbitri: Codreanu, Cinati |
| 31 august 1989 18:00 | Cronica                 |         |                          | Sala Floreasca, București Arbitri: Codreanu, Cinati |

| 31 august 1989 | Textila Zalău | 21 – 19 | CS Știința Bacău | Sala Sporturilor, Zalău Arbitri: Mateescu, Dăncescu |
| 31 august 1989 | Bălănean 12   | (10–12) | Luca 7           | Sala Sporturilor, Zalău Arbitri: Mateescu, Dăncescu |
| 31 august 1989 | Cronica       |         |                  | Sala Sporturilor, Zalău Arbitri: Mateescu, Dăncescu |

| 31 august 1989 | Hidrotehnica Constanța | 24 – 20 | CFR Craiova | Sala Sporturilor, Constanța Arbitri: Bolocan, Mahler |
| 31 august 1989 | Cămui 6                | (13–11) | Cîțu 9      | Sala Sporturilor, Constanța Arbitri: Bolocan, Mahler |
| 31 august 1989 | Cronica                |         |             | Sala Sporturilor, Constanța Arbitri: Bolocan, Mahler |

| 31 august 1989 | TEROM Iași | 32 – 27 | CS Rapid București | Sala Polivalentă, Iași Arbitri: Simion, Ivanciu |
| 31 august 1989 | Duca 12    | (17–14) | Oprea 7            | Sala Polivalentă, Iași Arbitri: Simion, Ivanciu |
| 31 august 1989 | Cronica    |         |                    | Sala Polivalentă, Iași Arbitri: Simion, Ivanciu |

| 31 august 1989 | Rulmentul Brașov | 18 – 19 | CS Mureșul Târgu Mureș | Sala Sporturilor, Brașov Asistență: 2000 Arbitri: Șerbu, Dobre |
| 31 august 1989 | Marian 6         | (8–11)  | Mátéfi 9               | Sala Sporturilor, Brașov Asistență: 2000 Arbitri: Șerbu, Dobre |
| 31 august 1989 | Cronica          |         |                        | Sala Sporturilor, Brașov Asistență: 2000 Arbitri: Șerbu, Dobre |

| 31 august 1989 | Constructorul Timișoara | 18 – 20 | Relonul Săvinești | Sala „Olimpia”, Timișoara Arbitri: Pleșa, Sighicea |
| 31 august 1989 | Tașcă-Cojocărița 6      | (7–7)   | Huțupan 13        | Sala „Olimpia”, Timișoara Arbitri: Pleșa, Sighicea |
| 31 august 1989 | Cronica                 |         |                   | Sala „Olimpia”, Timișoara Arbitri: Pleșa, Sighicea |

### Etapa a VI-a
| 3 septembrie 1989 10:00 | CS Rapid București | 32 – 19 | Constructorul Timișoara         | Sala „Rapid”, București Arbitri: Bolocan, Mahler |
| 3 septembrie 1989 10:00 | Doiciu, Stanciu 6  | (17–11) | Ștefanovici, Tașcă-Cojocărița 4 | Sala „Rapid”, București Arbitri: Bolocan, Mahler |
| 3 septembrie 1989 10:00 | Cronica            |         |                                 | Sala „Rapid”, București Arbitri: Bolocan, Mahler |

| 3 septembrie 1989 | Chimistul Râmnicu Vâlcea | 33 – 27 | Textila Zalău | Sala Sporturilor „Traian”, Râmnicu Vâlcea Arbitri: Ciucan, Stoian |
| 3 septembrie 1989 | Tîrcă 9                  | (17–13) | Pop 11        | Sala Sporturilor „Traian”, Râmnicu Vâlcea Arbitri: Ciucan, Stoian |
| 3 septembrie 1989 | Cronica                  |         |               | Sala Sporturilor „Traian”, Râmnicu Vâlcea Arbitri: Ciucan, Stoian |

| 3 septembrie 1989 | Relonul Săvinești | 17 – 17 | Hidrotehnica Constanța | Sala Polivalentă, Piatra Neamț Arbitri: Gherghișan, Isop |
| 3 septembrie 1989 | Huțupan 8         | (7–8)   | Cazacu 6               | Sala Polivalentă, Piatra Neamț Arbitri: Gherghișan, Isop |
| 3 septembrie 1989 | Cronica           |         |                        | Sala Polivalentă, Piatra Neamț Arbitri: Gherghișan, Isop |

| 3 septembrie 1989 | CFR Craiova | 19 – 24 | Rulmentul Brașov | Sala Sporturilor, Craiova Arbitri: Iamandi, Șandor |
| 3 septembrie 1989 | Bora 6      | (9–13)  | Ilie 8           | Sala Sporturilor, Craiova Arbitri: Iamandi, Șandor |
| 3 septembrie 1989 | Cronica     |         |                  | Sala Sporturilor, Craiova Arbitri: Iamandi, Șandor |

| 3 septembrie 1989 | CS Mureșul Târgu Mureș | 30 – 26 | Mecanică Fină București | Sala Sporturilor, Târgu Mureș Arbitri: Mărieș, Istrăuan |
| 3 septembrie 1989 | Mátéfi 10              | (15–11) | Fînaru, Lefter 9        | Sala Sporturilor, Târgu Mureș Arbitri: Mărieș, Istrăuan |
| 3 septembrie 1989 | Cronica                |         |                         | Sala Sporturilor, Târgu Mureș Arbitri: Mărieș, Istrăuan |

| 3 septembrie 1989 | CS Știința Bacău | 23 – 25 | TEROM Iași | Sala Sporturilor, Bacău Arbitri: Șerban, Marin |
| 3 septembrie 1989 | Luca 10          | (9–14)  | Duca 10    | Sala Sporturilor, Bacău Arbitri: Șerban, Marin |
| 3 septembrie 1989 | Cronica          |         |            | Sala Sporturilor, Bacău Arbitri: Șerban, Marin |

### Etapa a VII-a
| 6 septembrie 1989 | Hidrotehnica Constanța | 21 – 20 | Constructorul Timișoara | Sala Sporturilor, Constanța Arbitri: Pleșa, Sighicea |
| 6 septembrie 1989 | Cazacu 7               | (10–10) | Cojocărița 10           | Sala Sporturilor, Constanța Arbitri: Pleșa, Sighicea |
| 6 septembrie 1989 | Cronica                |         |                         | Sala Sporturilor, Constanța Arbitri: Pleșa, Sighicea |

| 9 septembrie 1989 17:00 | TEROM Iași             | 23 – 24 | Chimistul Râmnicu Vâlcea | Sala Polivalentă, Iași Arbitri: Șerban, Dobre |
| 9 septembrie 1989 17:00 | Anton, Chelaru, Duca 5 | (11–17) | Verigeanu 6              | Sala Polivalentă, Iași Arbitri: Șerban, Dobre |
| 9 septembrie 1989 17:00 | Cronica                |         |                          | Sala Polivalentă, Iași Arbitri: Șerban, Dobre |

| 10 septembrie 1989 | Textila Zalău | 29 – 22 | CS Mureșul Târgu Mureș | Sala Sporturilor, Zalău Arbitri: Cojocaru, Mihăilescu |
| 10 septembrie 1989 | Pop 13        | (16–13) | Mátéfi 11              | Sala Sporturilor, Zalău Arbitri: Cojocaru, Mihăilescu |
| 10 septembrie 1989 | Cronica       |         |                        | Sala Sporturilor, Zalău Arbitri: Cojocaru, Mihăilescu |

| 10 septembrie 1989 10:15 | Mecanică Fină București | 31 – 25 | CFR Craiova | Sala Floreasca, București Arbitri: Dan, Mariș |
| 10 septembrie 1989 10:15 | Lefter 9                | (15–11) | Ionișcu 9   | Sala Floreasca, București Arbitri: Dan, Mariș |
| 10 septembrie 1989 10:15 | Cronica                 |         |             | Sala Floreasca, București Arbitri: Dan, Mariș |

| 10 septembrie 1989 | CS Știința Bacău | 33 – 17 | CS Rapid București | Sala Sporturilor, Bacău Arbitri: Erhan, Purică |
| 10 septembrie 1989 | Luca 12          | (15–8)  | Doiciu 6           | Sala Sporturilor, Bacău Arbitri: Erhan, Purică |
| 10 septembrie 1989 | Cronica          |         |                    | Sala Sporturilor, Bacău Arbitri: Erhan, Purică |

| 10 septembrie 1989 | Rulmentul Brașov | 23 – 16 | Relonul Săvinești | Sala Sporturilor, Brașov Arbitri: Tănăsescu, Marghescu |
| 10 septembrie 1989 | Marian 8         | (11–5)  | Huțupan 7         | Sala Sporturilor, Brașov Arbitri: Tănăsescu, Marghescu |
| 10 septembrie 1989 |                  | Cronica | 3× 1×             | Sala Sporturilor, Brașov Arbitri: Tănăsescu, Marghescu |

### Etapa a VIII-a
| 14 septembrie 1989 | Chimistul Râmnicu Vâlcea | 39 – 33 | CS Știința Bacău   | Sala Sporturilor „Traian”, Râmnicu Vâlcea Arbitri: Mateescu, Dăncescu |
| 14 septembrie 1989 | Tîrcă 12                 | (20–16) | Drăgănescu, Luca 9 | Sala Sporturilor „Traian”, Râmnicu Vâlcea Arbitri: Mateescu, Dăncescu |
| 14 septembrie 1989 | Cronica                  |         |                    | Sala Sporturilor „Traian”, Râmnicu Vâlcea Arbitri: Mateescu, Dăncescu |

| 14 septembrie 1989 18:00 | CS Rapid București | 19 – 18 | Hidrotehnica Constanța | Sala „Rapid”, București Arbitri: Boschner, Nicolae |
| 14 septembrie 1989 18:00 | Oprea 8            | (13–11) | Cazacu 7               | Sala „Rapid”, București Arbitri: Boschner, Nicolae |
| 14 septembrie 1989 18:00 | 1×                 | Cronica | 1×                     | Sala „Rapid”, București Arbitri: Boschner, Nicolae |

| 14 septembrie 1989 | CS Mureșul Târgu Mureș | 23 – 22 | TEROM Iași | Sala Sporturilor, Târgu Mureș Arbitri: Ciucan, Stoian |
| 14 septembrie 1989 | Mátéfi, Mózsi 5        | (14–12) | Cozma 7    | Sala Sporturilor, Târgu Mureș Arbitri: Ciucan, Stoian |
| 14 septembrie 1989 | Cronica                |         |            | Sala Sporturilor, Târgu Mureș Arbitri: Ciucan, Stoian |

| 14 septembrie 1989 | CFR Craiova | 33 – 29 | Textila Zalău | Sala Sporturilor, Craiova Arbitri: Popescu, Dumitrescu |
| 14 septembrie 1989 | Cîțu 9      | (16–12) | Bălănean 9    | Sala Sporturilor, Craiova Arbitri: Popescu, Dumitrescu |
| 14 septembrie 1989 | Cronica     |         |               | Sala Sporturilor, Craiova Arbitri: Popescu, Dumitrescu |

| 14 septembrie 1989 | Relonul Săvinești | 24 – 19 | Mecanică Fină București | Sala Polivalentă, Buhuși Arbitri: Cristea, Dumitrescu |
| 14 septembrie 1989 | Huțupan 9         | (14–7)  | Lefter 7                | Sala Polivalentă, Buhuși Arbitri: Cristea, Dumitrescu |
| 14 septembrie 1989 | Cronica           |         |                         | Sala Polivalentă, Buhuși Arbitri: Cristea, Dumitrescu |

| 14 septembrie 1989 18:00 | Constructorul Timișoara   | 18 – 29 | Rulmentul Brașov | Sala „Olimpia”, Timișoara Arbitri: Pruszter, Muscan |
| 14 septembrie 1989 18:00 | Cojocărița, Ștefanovici 5 | (5–15)  | Boriceanu 12     | Sala „Olimpia”, Timișoara Arbitri: Pruszter, Muscan |
| 14 septembrie 1989 18:00 | Cronica                   |         |                  | Sala „Olimpia”, Timișoara Arbitri: Pruszter, Muscan |

### Etapa a IX-a
| 17 septembrie 1989 | CS Știința Bacău   | 29 – 25 | CS Mureșul Târgu Mureș | Sala Sporturilor, Bacău Arbitri: Mahler, Bolocan |
| 17 septembrie 1989 | Drăgănescu, Luca 7 | (16–13) | Mátéfi 9               | Sala Sporturilor, Bacău Arbitri: Mahler, Bolocan |
| 17 septembrie 1989 | Cronica            |         |                        | Sala Sporturilor, Bacău Arbitri: Mahler, Bolocan |

| 17 septembrie 1989 10:00 | TEROM Iași        | 41 – 29 | CFR Craiova  | Sala Polivalentă, Iași Arbitri: Codreanu, Cinati |
| 17 septembrie 1989 10:00 | Chelaru, Cozma 11 | (22–8)  | Stoenescu 12 | Sala Polivalentă, Iași Arbitri: Codreanu, Cinati |
| 17 septembrie 1989 10:00 | Cronica           |         |              | Sala Polivalentă, Iași Arbitri: Codreanu, Cinati |

| 17 septembrie 1989 10:15 | Mecanică Fină București | 25 – 25 | Constructorul Timișoara | Sala Floreasca, București Arbitri: Csoma, Ferenc |
| 17 septembrie 1989 10:15 | Lefter 9                | (14–13) | Ștefanovici 8           | Sala Floreasca, București Arbitri: Csoma, Ferenc |
| 17 septembrie 1989 10:15 | Cronica                 |         |                         | Sala Floreasca, București Arbitri: Csoma, Ferenc |

| 17 septembrie 1989 | Chimistul Râmnicu Vâlcea | 32 – 22 | CS Rapid București | Sala Sporturilor „Traian”, Râmnicu Vâlcea Arbitri: Cojocaru, Mihăilescu |
| 17 septembrie 1989 | Lazăr, Tîrcă 8           | (18–15) | Oprea 6            | Sala Sporturilor „Traian”, Râmnicu Vâlcea Arbitri: Cojocaru, Mihăilescu |
| 17 septembrie 1989 | Cronica                  |         |                    | Sala Sporturilor „Traian”, Râmnicu Vâlcea Arbitri: Cojocaru, Mihăilescu |

| 17 septembrie 1989 | Rulmentul Brașov | 21 – 13 | Hidrotehnica Constanța | Sala Sporturilor, Brașov Arbitri: Iamandi, Șandor |
| 17 septembrie 1989 | Boriceanu 8      | (10–7)  | Tudoran 3              | Sala Sporturilor, Brașov Arbitri: Iamandi, Șandor |
| 17 septembrie 1989 | Cronica          |         |                        | Sala Sporturilor, Brașov Arbitri: Iamandi, Șandor |

| 17 septembrie 1989 | Textila Zalău | 29 – 17 | Relonul Săvinești | Sala Sporturilor, Zalău Arbitri: Sîrbu, Fluieraș |
| 17 septembrie 1989 | Bălănean 11   | (13–7)  | Huțupan 7         | Sala Sporturilor, Zalău Arbitri: Sîrbu, Fluieraș |
| 17 septembrie 1989 | Cronica       |         |                   | Sala Sporturilor, Zalău Arbitri: Sîrbu, Fluieraș |

### Etapa a X-a
| 24 septembrie 1989 10:15 | Constructorul Timișoara | 26 – 28 | Textila Zalău | Sala „Olimpia”, Timișoara Arbitri: Șerbu, Dobre |
| 24 septembrie 1989 10:15 | Cojocărița 10           | (11–14) | Bartăș 7      | Sala „Olimpia”, Timișoara Arbitri: Șerbu, Dobre |
| 24 septembrie 1989 10:15 | Cronica                 |         |               | Sala „Olimpia”, Timișoara Arbitri: Șerbu, Dobre |

| 24 septembrie 1989 11:30 | CS Rapid București | 22 – 17 | Rulmentul Brașov | Sala „Rapid”, București Arbitri: Pleșa, Sighicea |
| 24 septembrie 1989 11:30 | Duca 6             | (11–8)  | Boriceanu 9      | Sala „Rapid”, București Arbitri: Pleșa, Sighicea |
| 24 septembrie 1989 11:30 | Cronica            |         |                  | Sala „Rapid”, București Arbitri: Pleșa, Sighicea |

| 24 septembrie 1989 | Hidrotehnica Constanța | 28 – 24 | Mecanică Fină București | Sala Sporturilor, Constanța Arbitri: Diamandi, Șandor |
| 24 septembrie 1989 | Cazacu, Iovănescu 7    | (15–11) | Lefter 10               | Sala Sporturilor, Constanța Arbitri: Diamandi, Șandor |
| 24 septembrie 1989 | Cronica                |         |                         | Sala Sporturilor, Constanța Arbitri: Diamandi, Șandor |

| 24 septembrie 1989 | Relonul Săvinești | 22 – 25 | TEROM Iași | Sala Polivalentă, Buhuși Arbitri: Curelea, Păunescu |
| 24 septembrie 1989 | Chirică 6         | (9–12)  | Cozma 9    | Sala Polivalentă, Buhuși Arbitri: Curelea, Păunescu |
| 24 septembrie 1989 | Cronica           |         |            | Sala Polivalentă, Buhuși Arbitri: Curelea, Păunescu |

| 24 septembrie 1989 | CFR Craiova       | 25 – 25 | CS Știința Bacău | Sala Sporturilor, Craiova Arbitri: Ciucan, Stoian |
| 24 septembrie 1989 | Stan, Stoenescu 6 | (14–11) | Luca 11          | Sala Sporturilor, Craiova Arbitri: Ciucan, Stoian |
| 24 septembrie 1989 | Cronica           |         |                  | Sala Sporturilor, Craiova Arbitri: Ciucan, Stoian |

| 28 septembrie 1989 18:00 | CS Mureșul Târgu Mureș | 20 – 23 | Chimistul Râmnicu Vâlcea | Sala Sporturilor, Târgu Mureș Arbitri: Mateescu, Dăncescu |
| 28 septembrie 1989 18:00 | Mátéfi 9               | (11–10) | Verigeanu 9              | Sala Sporturilor, Târgu Mureș Arbitri: Mateescu, Dăncescu |
| 28 septembrie 1989 18:00 | Cronica                |         |                          | Sala Sporturilor, Târgu Mureș Arbitri: Mateescu, Dăncescu |

### Etapa a XI-a
| 1 octombrie 1989 10:00 | CS Mureșul Târgu Mureș | 31 – 25 | CS Rapid București | Sala Sporturilor, Târgu Mureș Arbitri: Mitre, Băloi |
| 1 octombrie 1989 10:00 | Mózsi 11               | (14–12) | Doiciu 9           | Sala Sporturilor, Târgu Mureș Arbitri: Mitre, Băloi |
| 1 octombrie 1989 10:00 | Cronica                |         |                    | Sala Sporturilor, Târgu Mureș Arbitri: Mitre, Băloi |

| 1 octombrie 1989 | Mecanică Fină București | 16 – 24 | Rulmentul Brașov | Sala Floreasca, București Arbitri: Gherghișan, Isop |
| 1 octombrie 1989 | Fînaru 8                | (8–11)  | Boriceanu 7      | Sala Floreasca, București Arbitri: Gherghișan, Isop |
| 1 octombrie 1989 | Cronica                 |         |                  | Sala Floreasca, București Arbitri: Gherghișan, Isop |

| 1 octombrie 1989 | Textila Zalău | 24 – 18 | Hidrotehnica Constanța | Sala Sporturilor, Zalău Arbitri: Bolocan, Mahler |
| 1 octombrie 1989 | Bălănean 7    | (12–8)  | Cazacu, Iovănescu 5    | Sala Sporturilor, Zalău Arbitri: Bolocan, Mahler |
| 1 octombrie 1989 | Cronica       |         |                        | Sala Sporturilor, Zalău Arbitri: Bolocan, Mahler |

| 1 octombrie 1989 | CS Știința Bacău | 30 – 17 | Relonul Săvinești | Sala Sporturilor, Bacău Arbitri: Popescu, Dumitrescu |
| 1 octombrie 1989 | Luca 13          | (16–8)  | Huțupan 9         | Sala Sporturilor, Bacău Arbitri: Popescu, Dumitrescu |
| 1 octombrie 1989 | Cronica          |         |                   | Sala Sporturilor, Bacău Arbitri: Popescu, Dumitrescu |

| 1 octombrie 1989 | TEROM Iași | 35 – 19 | Constructorul Timișoara | Sala Polivalentă, Iași Arbitri: Ilie, Ionescu |
| 1 octombrie 1989 | Duca 13    | (16–10) | Cojocărița 6            | Sala Polivalentă, Iași Arbitri: Ilie, Ionescu |
| 1 octombrie 1989 | Cronica    |         |                         | Sala Polivalentă, Iași Arbitri: Ilie, Ionescu |

| 1 octombrie 1989 | Chimistul Râmnicu Vâlcea | 34 – 23 | CFR Craiova | Sala Sporturilor „Traian”, Râmnicu Vâlcea Arbitri: Dumitrescu, Niță |
| 1 octombrie 1989 | Matei 7                  | (14–9)  | Stan 6      | Sala Sporturilor „Traian”, Râmnicu Vâlcea Arbitri: Dumitrescu, Niță |
| 1 octombrie 1989 | Cronica                  |         |             | Sala Sporturilor „Traian”, Râmnicu Vâlcea Arbitri: Dumitrescu, Niță |

| Poz. | Echipa                   | J  | V  | E | Î | GM  | GP  | G    | P  |
| ---- | ------------------------ | -- | -- | - | - | --- | --- | ---- | -- |
| 1    | Chimistul Râmnicu Vâlcea | 11 | 10 | 0 | 1 | 363 | 281 | + 82 | 31 |
| 2    | Textila Zalău            | 11 | 8  | 0 | 3 | 300 | 257 | + 43 | 27 |
| 3    | TEROM Iași               | 11 | 7  | 0 | 4 | 297 | 261 | + 36 | 25 |
| 4    | CS Știința Bacău         | 11 | 6  | 1 | 4 | 298 | 267 | + 31 | 24 |
| 5    | Hidrotehnica Constanța   | 11 | 6  | 1 | 4 | 234 | 235 | – 1  | 24 |
| 6    | Rulmentul Brașov         | 11 | 6  | 0 | 5 | 244 | 222 | + 22 | 23 |
| 7    | CS Mureșul Târgu Mureș   | 11 | 5  | 0 | 6 | 257 | 257 | 0    | 21 |
| 8    | CS Rapid București       | 11 | 5  | 0 | 6 | 250 | 274 | – 24 | 21 |
| 9    | CFR Craiova              | 11 | 4  | 1 | 6 | 271 | 295 | – 24 | 20 |
| 10   | Mecanică Fină București  | 11 | 3  | 1 | 7 | 272 | 316 | – 44 | 18 |
| 11   | Relonul Săvinești        | 11 | 2  | 1 | 8 | 220 | 273 | – 53 | 16 |
| 12   | Constructorul Timișoara  | 11 | 1  | 1 | 9 | 239 | 307 | – 68 | 14 |

| Poz. | Nume              | Echipă                   | Goluri |
| ---- | ----------------- | ------------------------ | ------ |
| 1    | Emilia Luca       | CS Știința Bacău         | 101    |
| 2    | Ana Bălănean      | Textila Zalău            | 98     |
| 3    | Beatrice Duca     | TEROM Iași               | 91     |
| 3    | Sorina Lefter     | Mecanică Fină București  | 91     |
| 5    | Elena Huțupan     | Relonul Săvinești        | 80     |
| 6    | Lăcrămioara Lazăr | Chimistul Râmnicu Vâlcea | 76     |
| 6    | Eszter Mátéfi     | CS Mureșul Târgu Mureș   | 76     |
| 8    | Mariana Tîrcă     | Chimistul Râmnicu Vâlcea | 74     |
| 9    | Nicoleta Cîțu     | CFR Craiova              | 66     |
| 9    | Éva Mózsi         | CS Mureșul Târgu Mureș   | 66     |

## Rezultate în retur
Programat inițial să înceapă pe 21 ianuarie 1990, returul campionatului a fost amânat ca urmare a evenimentelor ulterioare Revoluției Române și datorită participării unora din echipe în cupele europene.

### Etapa a XII-a
| 14 martie 1990 | CS Știința Bacău | 31 – 19 | Constructorul Timișoara | Sala Sporturilor, Bacău |
| 14 martie 1990 | Luca 11          | (11–9)  | Ighișan 7               | Sala Sporturilor, Bacău |
| 14 martie 1990 | [ Cronica]       |         |                         | Sala Sporturilor, Bacău |

| 17 martie 1990 | CS Rapid București | 22 – 19 | Mecanică Fină București | Sala „Rapid”, București |
| 17 martie 1990 | Țurcanu 5          | (17–7)  | Berbece 10              | Sala „Rapid”, București |
| 17 martie 1990 | [ Cronica]         |         |                         | Sala „Rapid”, București |

| 17 martie 1990 17:00 | Textila Zalău | 35 – 26 | Rulmentul Brașov  | Sala Sporturilor, Zalău Arbitri: Mareș, Dan |
| 17 martie 1990 17:00 | Bălănean 12   | (18–8)  | Biolan, Mureșan 6 | Sala Sporturilor, Zalău Arbitri: Mareș, Dan |
| 17 martie 1990 17:00 | [ Cronica]    |         |                   | Sala Sporturilor, Zalău Arbitri: Mareș, Dan |

| 18 martie 1990 | CS Mureșul Târgu Mureș | 28 – 24 | CFR Craiova | Sala Sporturilor, Târgu Mureș Arbitri: Bolocan, Mahler |
| 18 martie 1990 |                        | (12–11) | Cîțu 9      | Sala Sporturilor, Târgu Mureș Arbitri: Bolocan, Mahler |
| 18 martie 1990 | [ Cronica]             |         |             | Sala Sporturilor, Târgu Mureș Arbitri: Bolocan, Mahler |

| 19 martie 1990 | Chimistul Râmnicu Vâlcea | 27 – 21 | Relonul Săvinești | Sala Sporturilor „Traian”, Râmnicu Vâlcea |
| 19 martie 1990 | Tîrcă 7                  | (15–11) | Huțupan 9         | Sala Sporturilor „Traian”, Râmnicu Vâlcea |
| 19 martie 1990 | [ Cronica]               |         |                   | Sala Sporturilor „Traian”, Râmnicu Vâlcea |

| 22 martie 1990 | TEROM Iași | 18 – 21 | Hidrotehnica Constanța | Sala Polivalentă, Iași |
| 22 martie 1990 | Chelaru 7  | (5–13)  | Iovănescu, Raiță 5     | Sala Polivalentă, Iași |
| 22 martie 1990 | [ Cronica] |         |                        | Sala Polivalentă, Iași |

### Etapa a XIII-a
| 25 martie 1990 | Mecanică Fină București | 23 – 25 | Textila Zalău | Sala Floreasca, București |
| 25 martie 1990 |                         | (13–14) | Bălănean 11   | Sala Floreasca, București |
| 25 martie 1990 | [ Cronica]              |         |               | Sala Floreasca, București |

| 25 martie 1990 | CFR Craiova | 19 – 22 | CS Rapid București | Sala Sporturilor, Craiova Arbitri: Pleșa, Sighicea |
| 25 martie 1990 | (10–11)     |         |                    | Sala Sporturilor, Craiova Arbitri: Pleșa, Sighicea |
| 25 martie 1990 | [ Cronica]  |         |                    | Sala Sporturilor, Craiova Arbitri: Pleșa, Sighicea |

| 28 martie 1990 | Rulmentul Brașov | 20 – 24 | TEROM Iași | Sala Sporturilor, Brașov |
| 28 martie 1990 | Horincar 4       | (7–12)  | Duca 14    | Sala Sporturilor, Brașov |
| 28 martie 1990 | [ Cronica]       |         |            | Sala Sporturilor, Brașov |

| 28 martie 1990 | Hidrotehnica Constanța | 22 – 25 | CS Știința Bacău | Sala Sporturilor, Constanța |
| 28 martie 1990 | Iovănescu 6            | (13–12) | Luca 9           | Sala Sporturilor, Constanța |
| 28 martie 1990 | [ Cronica]             |         |                  | Sala Sporturilor, Constanța |

| 28 martie 1990 17:00 | Constructorul Timișoara   | 25 – 35 | Chimistul Râmnicu Vâlcea | Sala „Olimpia”, Timișoara Arbitri: Sîrbu, Fluieraș |
| 28 martie 1990 17:00 | Ighișan, Rădoi, Stancov 5 | (13–18) | Tîrcă 10                 | Sala „Olimpia”, Timișoara Arbitri: Sîrbu, Fluieraș |
| 28 martie 1990 17:00 | [ Cronica]                |         |                          | Sala „Olimpia”, Timișoara Arbitri: Sîrbu, Fluieraș |

| 1 aprilie 1990 | Relonul Săvinești | 22 – 23 | CS Mureșul Târgu Mureș | Sala Polivalentă, Piatra Neamț |
| 1 aprilie 1990 |                   | (13–11) | Mátéfi 9               | Sala Polivalentă, Piatra Neamț |
| 1 aprilie 1990 | [ Cronica]        |         |                        | Sala Polivalentă, Piatra Neamț |

### Etapa a XIV-a
| 27 martie 1990 | CS Rapid București | 25 – 20 | Textila Zalău | Sala „Rapid”, București Arbitri: Mihalașcu, Marzavan |
| 27 martie 1990 | Duca 5             | (12–8)  | Bălănean 5    | Sala „Rapid”, București Arbitri: Mihalașcu, Marzavan |
| 27 martie 1990 | [ Cronica]         |         |               | Sala „Rapid”, București Arbitri: Mihalașcu, Marzavan |

| 12 aprilie 1990 | CFR Craiova | 27 – 23 | Relonul Săvinești | Sala Sporturilor, Craiova |
| 12 aprilie 1990 | (16–10)     |         |                   | Sala Sporturilor, Craiova |
| 12 aprilie 1990 | [ Cronica]  |         |                   | Sala Sporturilor, Craiova |

| 12 aprilie 1990 | TEROM Iași | 32 – 29 | Mecanică Fină București | Sala Polivalentă, Iași |
| 12 aprilie 1990 | (15–16)    |         |                         | Sala Polivalentă, Iași |
| 12 aprilie 1990 | [ Cronica] |         |                         | Sala Polivalentă, Iași |

| 12 aprilie 1990 | Chimistul Râmnicu Vâlcea | 31 – 23 | Hidrotehnica Constanța | Sala Sporturilor „Traian”, Râmnicu Vâlcea |
| 12 aprilie 1990 | (18–10)                  |         |                        | Sala Sporturilor „Traian”, Râmnicu Vâlcea |
| 12 aprilie 1990 | [ Cronica]               |         |                        | Sala Sporturilor „Traian”, Râmnicu Vâlcea |

| 12 aprilie 1990 | CS Mureșul Târgu Mureș | 27 – 22 | Constructorul Timișoara | Sala Sporturilor, Târgu Mureș |
| 12 aprilie 1990 | (16–12)                |         |                         | Sala Sporturilor, Târgu Mureș |
| 12 aprilie 1990 | [ Cronica]             |         |                         | Sala Sporturilor, Târgu Mureș |

| ? 1990 | CS Știința Bacău | 35 – 25 | Rulmentul Brașov | Sala Sporturilor, Bacău |
| ? 1990 | (–)              |         |                  | Sala Sporturilor, Bacău |
| ? 1990 | [ Cronica]       |         |                  | Sala Sporturilor, Bacău |

### Etapa a XV-a
| 17 aprilie 1990 | Textila Zalău | 28 – 25 | TEROM Iași | Sala Sporturilor, Zalău Arbitri: Pruszter, Muscan |
| 17 aprilie 1990 | Bălănean 13   | (13–11) |            | Sala Sporturilor, Zalău Arbitri: Pruszter, Muscan |
| 17 aprilie 1990 | [ Cronica]    |         |            | Sala Sporturilor, Zalău Arbitri: Pruszter, Muscan |

| 17 aprilie 1990 | Constructorul Timișoara | 25 – 21 | CFR Craiova | Sala „Olimpia”, Timișoara |
| 17 aprilie 1990 | Stancov 9               | (13–9)  | Cîțu 10     | Sala „Olimpia”, Timișoara |
| 17 aprilie 1990 | [ Cronica]              |         |             | Sala „Olimpia”, Timișoara |

| 19 aprilie 1990 | Relonul Săvinești | 24 – 17 | CS Rapid București | Sala Polivalentă, Piatra Neamț |
| 19 aprilie 1990 | (–)               |         |                    | Sala Polivalentă, Piatra Neamț |
| 19 aprilie 1990 | [ Cronica]        |         |                    | Sala Polivalentă, Piatra Neamț |

| 19 aprilie 1990 | Hidrotehnica Constanța | 19 – 17 | CS Mureșul Târgu Mureș | Sala Sporturilor, Constanța |
| 19 aprilie 1990 | (–)                    |         |                        | Sala Sporturilor, Constanța |
| 19 aprilie 1990 | [ Cronica]             |         |                        | Sala Sporturilor, Constanța |

| 19 aprilie 1990 | Rulmentul Brașov | 28 – 32 | Chimistul Râmnicu Vâlcea | Sala Sporturilor, Brașov |
| 19 aprilie 1990 | (–)              |         |                          | Sala Sporturilor, Brașov |
| 19 aprilie 1990 | [ Cronica]       |         |                          | Sala Sporturilor, Brașov |

| 19 aprilie 1990 | Mecanică Fină București | 29 – 40 | CS Știința Bacău | Sala Floreasca, București |
| 19 aprilie 1990 | (–)                     |         |                  | Sala Floreasca, București |
| 19 aprilie 1990 | [ Cronica]              |         |                  | Sala Floreasca, București |

### Etapa a XVI-a
| 22 aprilie 1990 | CS Știința Bacău | 31 – 24 | Textila Zalău | Sala Sporturilor, Bacău Arbitri: Mihalașcu, Marzavan |
| 22 aprilie 1990 | Lunca 8          | (16–10) | Bălănean 6    | Sala Sporturilor, Bacău Arbitri: Mihalașcu, Marzavan |
| 22 aprilie 1990 | [ Cronica]       |         |               | Sala Sporturilor, Bacău Arbitri: Mihalașcu, Marzavan |

| 22 aprilie 1990 | CFR Craiova | 17 – 16 | Hidrotehnica Constanța | Sala Sporturilor, Craiova |
| 22 aprilie 1990 | (9–8)       |         |                        | Sala Sporturilor, Craiova |
| 22 aprilie 1990 | [ Cronica]  |         |                        | Sala Sporturilor, Craiova |

| 22 aprilie 1990 | Relonul Săvinești | 23 – 19 | Constructorul Timișoara | Sala Polivalentă, Piatra Neamț |
| 22 aprilie 1990 | (14–11)           |         |                         | Sala Polivalentă, Piatra Neamț |
| 22 aprilie 1990 | [ Cronica]        |         |                         | Sala Polivalentă, Piatra Neamț |

| 25 aprilie 1990 16:30 | CS Rapid București | 29 – 29 | TEROM Iași | Sala „Rapid”, București |
| 25 aprilie 1990 16:30 | (–)                |         |            | Sala „Rapid”, București |
| 25 aprilie 1990 16:30 | [ Cronica]         |         |            | Sala „Rapid”, București |

| 26 aprilie 1990 | Chimistul Râmnicu Vâlcea | 29 – 23 | Mecanică Fină București | Sala Sporturilor „Traian”, Râmnicu Vâlcea |
| 26 aprilie 1990 | (–)                      |         |                         | Sala Sporturilor „Traian”, Râmnicu Vâlcea |
| 26 aprilie 1990 | [ Cronica]               |         |                         | Sala Sporturilor „Traian”, Râmnicu Vâlcea |

| 26 aprilie 1990 | CS Mureșul Târgu Mureș | 20 – 21 | Rulmentul Brașov  | Sala Sporturilor, Târgu Mureș Arbitri: Mărieș, Istrăuan |
| 26 aprilie 1990 | Mátéfi 6               | (12–9)  | Demeter, Partin 4 | Sala Sporturilor, Târgu Mureș Arbitri: Mărieș, Istrăuan |
| 26 aprilie 1990 | [ Cronica]             |         |                   | Sala Sporturilor, Târgu Mureș Arbitri: Mărieș, Istrăuan |

### Etapa a XVII-a
| 29 aprilie 1990 10:30 | Constructorul Timișoara | 18 – 25 | CS Rapid București | Sala „Olimpia”, Timișoara |
| 29 aprilie 1990 10:30 | Torjoc 5                | (8–9)   |                    | Sala „Olimpia”, Timișoara |
| 29 aprilie 1990 10:30 | [ Cronica]              |         |                    | Sala „Olimpia”, Timișoara |

| 29 aprilie 1990 | Hidrotehnica Constanța | 22 – 14 | Relonul Săvinești | Sala Sporturilor, Constanța |
| 29 aprilie 1990 | (9–6)                  |         |                   | Sala Sporturilor, Constanța |
| 29 aprilie 1990 | [ Cronica]             |         |                   | Sala Sporturilor, Constanța |

| 29 aprilie 1990 | Rulmentul Brașov | 26 – 25 | CFR Craiova | Sala Sporturilor, Brașov |
| 29 aprilie 1990 | (13–17)          |         |             | Sala Sporturilor, Brașov |
| 29 aprilie 1990 | [ Cronica]       |         |             | Sala Sporturilor, Brașov |

| 3 mai 1990 17:00 | Textila Zalău | 27 – 22    | Chimistul Râmnicu Vâlcea | Sala Sporturilor, Zalău Arbitri: Iamandi, Șandor |
| 3 mai 1990 17:00 | Pop 13        | (13–9)     | Romete 6                 | Sala Sporturilor, Zalău Arbitri: Iamandi, Șandor |
| 3 mai 1990 17:00 |               | [ Cronica] | 1×                       | Sala Sporturilor, Zalău Arbitri: Iamandi, Șandor |

| 3 mai 1990 | Mecanică Fină București | 32 – 16 | CS Mureșul Târgu Mureș | Sala Floreasca, București |
| 3 mai 1990 | (–)                     |         |                        | Sala Floreasca, București |
| 3 mai 1990 | [ Cronica]              |         |                        | Sala Floreasca, București |

| 3 mai 1990 | TEROM Iași | 33 – 33 | CS Știința Bacău | Sala Polivalentă, Iași |
| 3 mai 1990 | (–)        |         |                  | Sala Polivalentă, Iași |
| 3 mai 1990 | [ Cronica] |         |                  | Sala Polivalentă, Iași |

### Etapa a XVIII-a
| 6 mai 1990 11:30 | Constructorul Timișoara | 17 – 19 | Hidrotehnica Constanța | Sala „Olimpia”, Timișoara Arbitri: Bolocan, Sticea |
| 6 mai 1990 11:30 | Stancov 5               | (9–10)  | Raiță 7                | Sala „Olimpia”, Timișoara Arbitri: Bolocan, Sticea |
| 6 mai 1990 11:30 | [ Cronica]              |         |                        | Sala „Olimpia”, Timișoara Arbitri: Bolocan, Sticea |

| 6 mai 1990 | Relonul Săvinești | 32 – 23 | Rulmentul Brașov | Sala Polivalentă, Piatra Neamț |
| 6 mai 1990 | (15–10)           |         |                  | Sala Polivalentă, Piatra Neamț |
| 6 mai 1990 | [ Cronica]        |         |                  | Sala Polivalentă, Piatra Neamț |

| 6 mai 1990 | CFR Craiova | 27 – 23 | Mecanică Fină București | Sala Sporturilor, Craiova |
| 6 mai 1990 | (11–13)     |         |                         | Sala Sporturilor, Craiova |
| 6 mai 1990 | [ Cronica]  |         |                         | Sala Sporturilor, Craiova |

| 6 mai 1990 | CS Mureșul Târgu Mureș | 28 – 28 | Textila Zalău | Sala Sporturilor, Târgu Mureș Arbitri: Sîrbu, Fluieraș |
| 6 mai 1990 |                        | (12–17) | Bălănean 10   | Sala Sporturilor, Târgu Mureș Arbitri: Sîrbu, Fluieraș |
| 6 mai 1990 | [ Cronica]             |         |               | Sala Sporturilor, Târgu Mureș Arbitri: Sîrbu, Fluieraș |

| 6 mai 1990 | Chimistul Râmnicu Vâlcea | 33 – 29 | TEROM Iași | Sala Sporturilor „Traian”, Râmnicu Vâlcea |
| 6 mai 1990 | (18–15)                  |         |            | Sala Sporturilor „Traian”, Râmnicu Vâlcea |
| 6 mai 1990 | [ Cronica]               |         |            | Sala Sporturilor „Traian”, Râmnicu Vâlcea |

| 6 mai 1990 | CS Rapid București | 21 – 28 | CS Știința Bacău | Sala „Rapid”, București |
| 6 mai 1990 | (10–13)            |         |                  | Sala „Rapid”, București |
| 6 mai 1990 | [ Cronica]         |         |                  | Sala „Rapid”, București |

### Etapa a XIX-a
| 10 mai 1990 17:30 | Textila Zalău | 27 – 23 | CFR Craiova | Sala Sporturilor, Zalău Arbitri: Pleșa, Sighicea |
| 10 mai 1990 17:30 | Morari 8      | (14–12) | Stoenescu 7 | Sala Sporturilor, Zalău Arbitri: Pleșa, Sighicea |
| 10 mai 1990 17:30 | [ Cronica]    |         |             | Sala Sporturilor, Zalău Arbitri: Pleșa, Sighicea |

| 10 mai 1990 | Hidrotehnica Constanța | 21 – 22 | CS Rapid București | Sala Sporturilor, Constanța |
| 10 mai 1990 | (12–10)                |         |                    | Sala Sporturilor, Constanța |
| 10 mai 1990 | [ Cronica]             |         |                    | Sala Sporturilor, Constanța |

| 10 mai 1990 | Rulmentul Brașov | 29 – 20 | Constructorul Timișoara | Sala Sporturilor, Brașov |
| 10 mai 1990 | (13–12)          |         |                         | Sala Sporturilor, Brașov |
| 10 mai 1990 | [ Cronica]       |         |                         | Sala Sporturilor, Brașov |

| 10 mai 1990 | Mecanică Fină București | 23 – 15 | Relonul Săvinești | Sala Floreasca, București |
| 10 mai 1990 | (–)                     |         |                   | Sala Floreasca, București |
| 10 mai 1990 | [ Cronica]              |         |                   | Sala Floreasca, București |

| 10 mai 1990 | TEROM Iași | 40 – 28 | CS Mureșul Târgu Mureș | Sala Polivalentă, Iași |
| 10 mai 1990 | (16–17)    |         |                        | Sala Polivalentă, Iași |
| 10 mai 1990 | [ Cronica] |         |                        | Sala Polivalentă, Iași |

| 10 mai 1990 | CS Știința Bacău | 32 – 26 | Chimistul Râmnicu Vâlcea | Sala Polivalentă, Piatra Neamț |
| 10 mai 1990 | Luca 10          | (16–13) | Tîrcă 12                 | Sala Polivalentă, Piatra Neamț |
| 10 mai 1990 | [ Cronica]       |         |                          | Sala Polivalentă, Piatra Neamț |

### Etapa a XX-a
| 13 mai 1990 10:00 | CS Mureșul Târgu Mureș | 25 – 39 | CS Știința Bacău | Sala Sporturilor, Târgu Mureș Arbitri: Mihalache, Marzavan |
| 13 mai 1990 10:00 | Mátéfi 10              | (14–21) | Luca 12          | Sala Sporturilor, Târgu Mureș Arbitri: Mihalache, Marzavan |
| 13 mai 1990 10:00 | [ Cronica]             |         |                  | Sala Sporturilor, Târgu Mureș Arbitri: Mihalache, Marzavan |

| 13 mai 1990 10:00 | Constructorul Timișoara | 24 – 25 | Mecanică Fină București | Sala „Olimpia”, Timișoara Arbitri: Gherghișan, Isop |
| 13 mai 1990 10:00 | Stancov 7               | (11–16) | Marin 7                 | Sala „Olimpia”, Timișoara Arbitri: Gherghișan, Isop |
| 13 mai 1990 10:00 | [ Cronica]              |         |                         | Sala „Olimpia”, Timișoara Arbitri: Gherghișan, Isop |

| 13 mai 1990 | Relonul Săvinești | 29 – 23 | Textila Zalău | Sala Polivalentă, Piatra Neamț |
| 13 mai 1990 |                   | (15–10) | Bartăș 6      | Sala Polivalentă, Piatra Neamț |
| 13 mai 1990 | [ Cronica]        |         |               | Sala Polivalentă, Piatra Neamț |

| 13 mai 1990 | CS Rapid București | 24 – 27 | Chimistul Râmnicu Vâlcea | Sala „Rapid”, București |
| 13 mai 1990 | (12–11)            |         |                          | Sala „Rapid”, București |
| 13 mai 1990 | [ Cronica]         |         |                          | Sala „Rapid”, București |

| 13 mai 1990 | Hidrotehnica Constanța | 24 – 16 | Rulmentul Brașov | Sala Sporturilor, Constanța |
| 13 mai 1990 | (10–9)                 |         |                  | Sala Sporturilor, Constanța |
| 13 mai 1990 | [ Cronica]             |         |                  | Sala Sporturilor, Constanța |

| 13 mai 1990 | CFR Craiova | 27 – 25 | TEROM Iași   | Sala Sporturilor, Craiova Arbitri: Dan, Mariș |
| 13 mai 1990 | Anca 15     | (14–11) | Cîțu, Stan 8 | Sala Sporturilor, Craiova Arbitri: Dan, Mariș |
| 13 mai 1990 | [ Cronica]  |         |              | Sala Sporturilor, Craiova Arbitri: Dan, Mariș |

### Etapa a XXI-a
| 18 mai 1990 | Rulmentul Brașov | 24 – 23 | CS Rapid București | Sala Sporturilor, Brașov |
| 18 mai 1990 | (–)              |         |                    | Sala Sporturilor, Brașov |
| 18 mai 1990 | [ Cronica]       |         |                    | Sala Sporturilor, Brașov |

| 18 mai 1990 | Mecanică Fină București | 24 – 19 | Hidrotehnica Constanța | Sala Floreasca, București |
| 18 mai 1990 | (–)                     |         |                        | Sala Floreasca, București |
| 18 mai 1990 | [ Cronica]              |         |                        | Sala Floreasca, București |

| 18 mai 1990 | Textila Zalău | 40 – 21 | Constructorul Timișoara | Sala Sporturilor, Zalău Arbitri: Ilie, Ionescu |
| 18 mai 1990 | Morari 11     | (–)     |                         | Sala Sporturilor, Zalău Arbitri: Ilie, Ionescu |
| 18 mai 1990 | [ Cronica]    |         |                         | Sala Sporturilor, Zalău Arbitri: Ilie, Ionescu |

| 18 mai 1990 | TEROM Iași | 31 – 32 | Relonul Săvinești | Sala Polivalentă, Iași |
| 18 mai 1990 | (–)        |         |                   | Sala Polivalentă, Iași |
| 18 mai 1990 | [ Cronica] |         |                   | Sala Polivalentă, Iași |

| 18 mai 1990 | CS Știința Bacău | 32 – 28 | CFR Craiova | Sala Polivalentă, Piatra Neamț |
| 18 mai 1990 | (–)              |         |             | Sala Polivalentă, Piatra Neamț |
| 18 mai 1990 | [ Cronica]       |         |             | Sala Polivalentă, Piatra Neamț |

| 18 mai 1990 | Chimistul Râmnicu Vâlcea | 44 – 30 | CS Mureșul Târgu Mureș | Sala Sporturilor „Traian”, Râmnicu Vâlcea |
| 18 mai 1990 | (–)                      |         |                        | Sala Sporturilor „Traian”, Râmnicu Vâlcea |
| 18 mai 1990 | [ Cronica]               |         |                        | Sala Sporturilor „Traian”, Râmnicu Vâlcea |

| 27 mai 1990 | CS Rapid București | 26 – 22 | CS Mureșul Târgu Mureș | Sala „Rapid”, București |
| 27 mai 1990 | (16–6)             |         |                        | Sala „Rapid”, București |
| 27 mai 1990 | [ Cronica]         |         |                        | Sala „Rapid”, București |

| 27 mai 1990 | CFR Craiova | 29 – 34 | Chimistul Râmnicu Vâlcea | Sala Sporturilor, Craiova |
| 27 mai 1990 | (11–18)     |         |                          | Sala Sporturilor, Craiova |
| 27 mai 1990 | [ Cronica]  |         |                          | Sala Sporturilor, Craiova |

| 27 mai 1990 | Relonul Săvinești | 23 – 23 | CS Știința Bacău | Sala Polivalentă, Piatra Neamț |
| 27 mai 1990 | (11–12)           |         |                  | Sala Polivalentă, Piatra Neamț |
| 27 mai 1990 | [ Cronica]        |         |                  | Sala Polivalentă, Piatra Neamț |

| 27 mai 1990 | Constructorul Timișoara | 28 – 28 | TEROM Iași | Sala „Olimpia”, Timișoara |
| 27 mai 1990 | Stancov 10              | (12–15) |            | Sala „Olimpia”, Timișoara |
| 27 mai 1990 | [ Cronica]              |         |            | Sala „Olimpia”, Timișoara |

| 27 mai 1990 | Hidrotehnica Constanța | 22 – 20 | Textila Zalău | Sala Sporturilor, Constanța |
| 27 mai 1990 | (6–12)                 |         |               | Sala Sporturilor, Constanța |
| 27 mai 1990 | [ Cronica]             |         |               | Sala Sporturilor, Constanța |

| 27 mai 1990 | Rulmentul Brașov | 28 – 28 | Mecanică Fină București | Sala Sporturilor, Brașov |
| 27 mai 1990 | (13–14)          |         |                         | Sala Sporturilor, Brașov |
| 27 mai 1990 | [ Cronica]       |         |                         | Sala Sporturilor, Brașov |